# 16062 Buncher
16062 Buncher è un asteroide della fascia principale. Scoperto nel 1999, presenta un'orbita caratterizzata da un semiasse maggiore pari a 2,2972990 UA e da un'eccentricità di 0,0570654, inclinata di 9,54920° rispetto all'eclittica.